# ATP de Praga
O ATP de Praga – ou Tento Czech Open, na última edição – foi um torneio de tênis profissional masculino, de nível ATP World Series.
Realizado em Praga, na capital da Tchéquia (ex-Tchecoslováquia, englobando esse período), estreou em 1973, depois retornou em 1987 e durou treze edições. Os jogos eram disputados em quadras de saibro durante os meses de abril e maio.

## Finais

### Simples
| Ano                                     | Campeão            | Vice-campeão           | Resultado               |
| --------------------------------------- | ------------------ | ---------------------- | ----------------------- |
| 1999                                    | Dominik Hrbatý     | Ctislav Doseděl        | 6–2, 6–2                |
| 1998                                    | Fernando Meligeni  | Ctislav Doseděl        | 6–1, 6–4                |
| 1997                                    | Cédric Pioline     | Bohdan Ulihrach        | 6–2, 5–7, 7–64          |
| 1996                                    | Yevgeny Kafelnikov | Bohdan Ulihrach        | 7–5, 1–6, 6–3           |
| 1995                                    | Bohdan Ulihrach    | Javier Sánchez         | 6–2, 6–2                |
| 1994                                    | Sergi Bruguera     | Andriy Medvedev        | 6–3, 6–4                |
| 1993                                    | Sergi Bruguera     | Andrei Chesnokov       | 7–5, 6–4                |
| 1992                                    | Karel Nováček      | Franco Davín           | 6–1, 6–1                |
| 1991                                    | Karel Nováček      | Magnus Gustafsson      | 7–65, 6–2               |
| 1990                                    | Jordi Arrese       | Nicklas Kulti          | 7–6, 7–6                |
| 1989                                    | Marcelo Filippini  | Horst Skoff            | 7–5, 7–6                |
| 1988                                    | Thomas Muster      | Guillermo Pérez Roldán | 6–4, 5–7, 6–2           |
| 1987                                    | Marián Vajda       | Tomáš Šmíd             | 3–6, 6–3, 6–3           |
| Torneio não realizado entre 1986 e 1974 |                    |                        |                         |
| 1973                                    | Jiří Hřebec        | Jan Kodeš              | 4–6, 6–1, 3–6, 6–0, 7–5 |

### Duplas
| Ano                                     | Campeões                          | Vice-campeões                      | Resultado     |
| --------------------------------------- | --------------------------------- | ---------------------------------- | ------------- |
| 1999                                    | Martin Damm Radek Štěpánek        | Mark Keil Nicolás Lapentti         | 6–0, 6–2      |
| 1998                                    | Wayne Arthurs Andrew Kratzmann    | Fredrik Bergh Nicklas Kulti        | 6–1, 6–1      |
| 1997                                    | Mahesh Bhupathi Leander Paes      | Petr Luxa David Škoch              | 6–1, 6–1      |
| 1996                                    | Yevgeny Kafelnikov Daniel Vacek   | Luis Lobo Javier Sánchez           | 6–3, 6–7, 6–3 |
| 1995                                    | Libor Pimek Byron Talbot          | Jiří Novák David Rikl              | 7–5, 1–6, 7–6 |
| 1994                                    | Karel Nováček Mats Wilander       | Tomáš Krupa Pavel Vízner           | w.o.          |
| 1993                                    | Hendrik Jan Davids Libor Pimek    | Jorge Lozano Jaime Oncins          | 6–3, 7–6      |
| 1992                                    | Karel Nováček Branislav Stanković | Jonas Björkman Jon Ireland         | 7–5, 6–1      |
| 1991                                    | Vojtěch Flégl Cyril Suk           | Libor Pimek Daniel Vacek           | 6–4, 6–2      |
| 1990                                    | Vojtěch Flégl Daniek Vacek        | George Cosac Florin Segărceanu     | 5–7, 6–4, 6–3 |
| 1989                                    | Jordi Arrese Horst Skoff          | Petr Korda Tomáš Šmíd              | 6–4, 6–4      |
| 1988                                    | Petr Korda Jaroslav Navrátil      | Thomas Muster Horst Skoff          | 7–5, 7–6      |
| 1987                                    | Miloslav Mečíř Tomáš Šmíd         | Stanislav Birner Jaroslav Navrátil | 6–3, 6–7, 6–3 |
| Torneio não realizado entre 1986 e 1974 |                                   |                                    |               |
| 1973                                    | Jan Kodeš Vladimír Zedník         | Róbert Machán Balázs Taróczy       | 7–6, 7–6      |